# L'uomo che vedeva gli atomi
L'uomo che vedeva gli atomi (Out of This World), anche edito come L'avventura delle sette lune, è un romanzo di fantascienza di Murray Leinster. Tratto da una serie di tre racconti di fantascienza pubblicati (con lo pseudonimo di William Fitzgerald) sulla rivista Thrilling Wonder fra aprile e agosto 1947, il romanzo, che ne costituisce la fusione, fu pubblicato per la prima volta negli Stati Uniti nel 1958 per i tipi della Avalon Books (New York) con il titolo Out of This World.
Il volume è uscito in Italia il 22 novembre 1959 nella collana Urania ed è stato ristampato più volte.

## Trama
Il protagonista delle vicende narrate è Bud Gregory, un meccanico indolente e scansafatiche, che nei rari momenti di applicazione realizza sui veicoli da riparare dei veri e propri miracoli.
 
Bud applica agli automezzi tecniche rivoluzionarie: per riparare un motore grippato assembla un apparecchio capace di eliminare l'attrito; per raffreddare una testata, anziché sostituire il radiatore rotto, come farebbe qualunque altro meccanico, preferisce inventare un congegno che trasforma il calore in elettricità. Nessuno sa come Bud riesca a manipolare in maniera tanto sorprendente la materia/energia ed a conoscere così a fondo le leggi della termodinamica; tutti sanno solo che Bud Gregory è il miglior meccanico che si possa trovare nel giro di sette Stati.
Quando David Murfree, un fisico dell'Ufficio Pesi e Misure del Servizio Civile, si imbatte in questo strano meccanico, comprende al volo che la visione del mondo di Bud Gregory è del tutto diversa da quella delle persone comuni. Bud intuisce, con una semplice occhiata, come funziona un contatore Geiger; inoltre è in grado di costruire dispositivi che nessuno capisce come funzionino e che nessuno è in grado di riprodurre.
Ma David Murfree non può trattenersi per osservare quello sconcertante individuo; egli infatti è alla ricerca di una fonte di radioattività sconosciuta che sta provocando catastrofi su scala nazionale e di cui ha individuato approssimativamente l'ubicazione nella zona dei Great Smokies. Proprio la regione in cui vive Bud Gregory, che non risulterà estraneo al fenomeno...

## Temi
Scritto nel pieno della Guerra fredda, questo romanzo riflette pesantemente gli sconvolgimenti che la manipolazione dell'atomo, i cui effetti si erano palesati alla fine della seconda guerra mondiale, aveva prodotto nella concezione dell'uomo moderno. I quattro racconti che formano il libro presentano scenari progressivamente più apocalittici: dalla pila atomica inconsapevolmente prodotta da Bud Gregory; al lancio di missili nucleari operato da una "grande potenza europea"; alla strisciante minaccia dell'aumento della radioattività ambientale; fino all'azione di nugoli di astronavi che trasportano intere zone del territorio degli Stati Uniti nello spazio per farle ricadere rovinosamente al suolo.
In ogni circostanza Bud Gregory si dimostra l'elemento chiave nella vittoria finale anche se la fatica che Murfree deve prodigare nell'opera di convincimento del meccanico non è da poco. Bud vuole semplicemente essere lasciato in pace come lui lascia in pace gli altri; fatica a capire che è oramai già chiamato in gioco perché gli altri hanno deciso di non lasciare in pace nessuno.
Al di là dell'ovvia radicalizzazione manichea del conflitto fra il bene e il male, cara a tanta produzione di oltreoceano, il romanzo è godibile soprattutto per l'ironia e la scioltezza della narrazione, piena di curiosità e di colpi di scena.
Come si è più volte accennato, il romanzo è costituito dall'assemblaggio di quattro racconti scritti in precedenza dall'autore. Per questo motivo si nota una certa ripetitività: alcuni passi riprendono avvenimenti già narrati in precedenza, con uno stile che può sembrare ridondante. Ad esempio, tutti gli episodi iniziano con il contrasto fra le attività apparentemente innocue e svogliate del meccanico ed i vari cataclismi che si verificano da qualche parte, e che apparentemente non sono connessi alle prime. Il fortunato cliché della contrapposizione fra l'aspetto geniale e l'atteggiamento infantile è un tema che consente a Leinster di produrre situazioni grottesche con una piacevole levità narrativa.

## Edizioni
- Murray Leinster, Out of This World, Avalon, 1958.
- Murray Leinster, L'uomo che vedeva gli atomi, traduzione di Delfo Ceni, collana Urania Classici n° 24, Arnoldo Mondadori Editore, 1979,  p. 172.